# Albert d'Amade
Albert Gérard Léo d'Amade (Tolosa, 24 dicembre 1856 – Fronsac, 11 novembre 1941) è stato un generale francese, che nel corso della prima guerra mondiale fu comandante dell'Armée des Alpes, del Groupe de divisions territoriales e del Corps expéditionnaire d'Orient durante la Campagna dei Dardanelli. Membro del Conseil supérieur de la guerre è considerato il fondatore del corpo dei goumier marocchini.

## Biografia
Nacque a Tolosa, in Occitania, il 24 dicembre 1856, figlio di Adolphe e della signora Marie Therese Mieulet de Ricaumont. Arruolatosi nell'Armée de terre nel 1874 entrò all'École spéciale militaire de Saint-Cyr uscendone nel 1876 con il grado di sottotenente. Come molti giovani ufficiali della sua generazione, era attratto dal servizio nell'Africa del nord francese e dalle sue promesse di avventura, mentre l'esercito si stava riorganizzando in vista della futura "revanche" sulla Germania. 
Nel 1876 fu assegnato in servizio al 3e Régiment de tirailleurs algériens di Costantina, rimanendovi fino al marzo 1881, quando il suo reggimento fu impegnato nella Campagna di Tunisia, condotta dal generale Formagel, che terminò il 12 maggio 1881 quando il Bey firmò il trattato del Bardo, con il quale accettava formalmente il protettorato della Francia, e di intraprendere tutte le riforme suggeritegli.  Nel dicembre dello stesso anno ritornò in Francia per prestare servizio nel 143e Régiment d'infanterie (143e RI) con il grado di tenente, frequentando a partire dall'autunno 1882 la Ecole Supérieure de Guerre. Ritornato in Algeria fu assegnato alla XVII Regione militare, divenendo ufficiale d'ordinanza del generale Jules Louis Lewal, considerato uno dei massimi teorici della "revanche". Quando Lewal fu chiamato a Parigi dal  Primo ministro di Francia Jules Ferry per ricoprire l'incarico di Ministro della guerra, egli fu nominato capo dell'ufficio arabo a Blida e poi responsabile della regione di Souk-Ahras.
Promosso capitano nel marzo 1885 con il suo trasferimento al 108e Régiment d'infanterie (108eRI), ma nell'aprile successivo partì per l'Indocina in qualità di capo di stato maggiore del generale Mounier comandante della 2ª Brigata del corpo di spedizione del Tonchino. Fu poi trasferito alla 3ª Brigata di fanteria della Divisione di occupazione del Tonchino e dell'Annam, e per i suoi brillanti servigi fu decorato con la Croce di Cavaliere della Legion d'onore. Interessatosi ai problemi dell'Estremo Oriente fu Addetto militare della legazione francese in Cina, fornendo al suo dipartimento una abbondante documentazione sul Pei Tchi-li la zona di frontiera con la Corea, e sullo Yunnan Tsé. Dopo qualche anno trascorso in Francia fu nominato addetto francese allo stato maggiore britannico in Africa australe per seguire le operazioni belliche contro i Boeri. Nel corso di questa campagna ebbe modo di conoscere i generali britannici  Roberts, Kitchener, Hamilton e il giornalista Winston Churchill. Nominato quindi addetto militare a Londra, Gran Bretagna, nel 1901, vi rimase fino al 1904. Fu poi colonnello comandante del 71e Régiment d'infanterie (71e RI) di Cholet. Nominato generale di brigata il 27 marzo 1907, fu assegnato per qualche tempo allo stato maggiore dell'esercito, fu poi comandante della 69 Brigata di stanza a La Rochelle prima di andare in Marocco su decisione del presidente del consiglio Georges Clemenceau.

### La campagna in Marocco
Durante il periodo, particolarmente delicato, trascorso in Marocco come responsabile della pacificazione della provincia di Chaouïa incominciò a farsi conoscere. Dopo i disordini di luglio e agosto, verso la fine del 1907 la città di Casablanca  ed i suoi immediati dintorni furono messi in sicurezza e controllati dalle truppe del generale Antoine Drude, mentre il resto della provincia di Chaouïa era ancora molto instabile.  Le poste francesi erano spesso attaccate, ed il controllo del territorio era lungi dall'essere del tutto assicurato. In sostituzione di Drude fu quindi incaricato di espellere dalla regione le forze ribelli ancora presenti, principalmente concentrate intorno a due principali centri della ribellione: Settat e M'Dakra.
A capo della colonna costiera si mise in marcia da Casablanca il 12 gennaio 1908, mise in pratica le sue convinzioni raggiungendo così i suoi primi successi tra il 2 e il 6 febbraio 1908.  Il 2 febbraio, con la sua vittoria a Dar-Kseibat aprì la strada per Settat, che conquistò pochi giorni dopo.  Questa azione gli permise di sottomettere l'Oulad Said per poi concentrarsi contro i M'Dakra  impegnandoli in combattimento tra il 18 e il 29 febbraio,   per poi eseguire una violenta repressione nei loro confronti (tra l'8 e il 15 marzo, e poi dall'11 al 16 maggio).  Questa vigorosa campagna militare portò alla sottomissione dei ribelli. 
A margine della sua vigorosa azione militare non trascurò né la logistica né lo sviluppo del territorio. Nelle regioni pacificate fece installare linee telefoniche, che punteggiò con vari rifugi e magazzini.  In questa seconda fase della sua missione dimostrò grande attività e innegabile efficienza come amministratore. Organizza così gli accampamenti militari nella regione di Casablanca  e si preoccupò dello sviluppo economico della città, garantendo il rapido ripristino delle attività portuali.  Inoltre istituì un sistema fiscale basato sia sulle tasse di mercato che sulle due tasse coraniche che sono Ashur e Zekkat (la prima riguarda la produzione del suolo e la seconda riguarda il capitale in animali domestici).
In campo militare fu considerato come l'ideatore dei goumier marocchini, organizzando queste truppe indigene la cui missione era di sostituire le truppe francesi durante la guerra in Marocco, e quindi a poco a poco in certe missioni. Il 1 novembre 1908 firmò l'ordine del giorno n° 100 creando i primi sei goum reclutati dalle tribù di Chaouia nella (regione di Casablanca).
Promosso maggior generale il 9 ottobre 1908, dopo quindici mesi lasciò il Marocco il 22 febbraio 1909 ritornando in Francia particolarmente orgoglioso del suo successo, che lui stesso considerava, non senza motivo, come "la base del lavoro di Lyautey". Nel settembre 1909 assunse il comando della 9e Division d'Infanterie, il 25 gennaio 1912 del 13e Corps d'Armée e dal 18 giugno seguente quello del 6e Corps d'Armée. Infine, il 24 aprile 1914, divenne membro del Conseil supérieur de la guerre.

### La prima guerra mondiale
Allo scoppio della prima guerra mondiale, nel  luglio 1914, gli fu affidato brevemente affidato il comando dell'Armée des Alpes, prima di essere messo a capo del Groupe de divisions territoriales, che fu schierato nel nord della Francia verso al metà del mese di agosto. Schierato alla sinistra del BEF, il Groupe de divisions territoriales fu incaricato di costituire un solido sbarramento tra Valenciennes e Arras.  Dopo solo un mese fu sostituito dal generale Joseph Brugère in quanto il comandante in capo dell'esercito, il generale Joseph Joffre, si era mostrato insoddisfatto della sua azione di comando durante la cosi detta corsa al mare. Sostituito, fu nominato  governatore militare di Marsiglia.
All'inizio del 1915 fu designato per assumere il comando del contingente francese assegnato alla spedizione dei Dardanelli, il Corps expéditionnaire d'Orient. In questo ruolo era agli ordini del suo vecchio amico, il generale Ian Hamilton, che guidava la Mediterranean Expeditionary Force. Alla testa delle sue truppe il 25 aprile sbarcò a Kumkale, sul lato asiatico dei Dardanelli, da dove il contingente francese fu poi mandato a sostenere gli inglesi impegnati a Capo Helles. Dopo alcune settimane si ammalò e fu sostituito nel comando delle truppe dal generale Henri Gouraud. Successivamente effettuò una missione diplomatico militare nell'Impero russo, svolgendo in seguito vari compiti ispettivi in Francia. All'inizio del 1917 fu nominato governatore militare della decima regione militare di Rennes, ricoprendo tale incarico sino alla fine della guerra. Terminò la sua carriera militare nel 1919 e si stabilì a Fronsac dove visse fino alla data della sua morte, avvenuta l'11 novembre 1941. Le sue spoglie furono successivamente trasferite all'Hôtel des Invalides di Parigi dopo la fine della seconda guerra mondiale.
Una via di Tolosa porta il suo nome così come una piazza di Rabat.

## Pubblicazioni
- Campagne de 1908-1909 en Chaouïa: rapport du général d'Amade, Libraire Militaire R. Chapelot, Paris, 1911.

### Annotazioni
1. ↑  I vasti spazi algerini erano stati appena pacificati in quanto l'ultima grande rivolta in Cabilia risaliva al 1871, e offrivano l'opportunità di sfuggire a una vita sedentaria in qualche guarnigione.
2. ↑  Il Corps expéditionnaire d'Orient era costituito da circa 20.000 uomini, ed arrivò ai Dardanelli il 15 marzo 1915 a bordo di una dozzina di navi appartenenti alle compagnie navali Messageries Maritimes e Compagnie de navigation mixte. Agli ordini di d'Amade vi era una brigata mista, una brigata coloniale su due reggimenti, tre gruppi d'artiglieria da 75 mm e due batterie da montagna.

### Fonti
1. 1 2 3 4  Larousse.
2. 1 2 3 4 5 6 7  Geneanet.
3. 1 2 3 4 5 6 7 8 9 10 11 12 13 14 15 16 17 18 19 20 21  Memoire Afrique du nord.
4. 1 2 3  Le Monde.
5. ↑  Rankin 1908, p. 4.
6. ↑  Rankin 1908, p. 84.
7. ↑  Rankin 1908, p. 74.
8. ↑  Rankin 1908, p. 53.
9. ↑  Rankin 1908, p. 110.
10. ↑  Rankin 1908, p. 113.
11. ↑  Rankin 1908, p. 123.
12. ↑  Rankin 1908, p. 153.
13. ↑  Rankin 1908, p. 163.
14. ↑  Rankin 1908, p. 194.
15. ↑  Rankin 1908, p. 207.
16. ↑  Rankin 1908, p. 218.
17. ↑  Rankin 1908, p. 238.
18. ↑  Rankin 1908, p. 83.
19. 1 2 3 4 5 6 7  >Museedesetoiles.